# 竹园镇 (弥勒市)
竹园镇，是中华人民共和国云南省红河哈尼族彝族自治州弥勒市下辖的一个乡镇级行政单位。

## 行政区划
竹园镇下辖以下地区：
竹园社区、竹园村、那庵村、矣果村、绿水村、补其村、土桥村、龙潭村、花园村、赵林村和者甸村。